# 格林艾爾 (明尼蘇達州)
格林艾爾（英語：Green Isle）是一個位於美國明尼蘇達州錫布利縣的城市。

## 人口
根據2020年美國人口普查的數據，格林艾爾的面積為2.65平方千米，當中陸地面積為2.63平方千米，而水域面積為0.02平方千米。當地共有人口522人，而人口密度為每平方千米197人。